# Macgillycuddy's Reeks

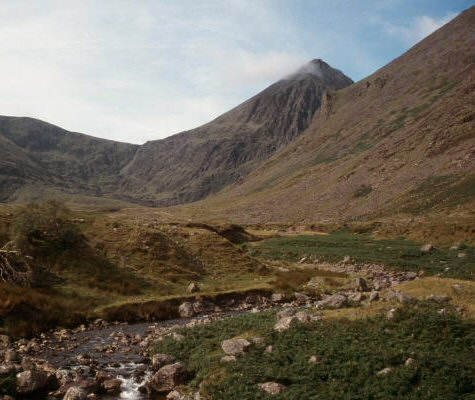
1. 1 Carrantuohill (1041 m)

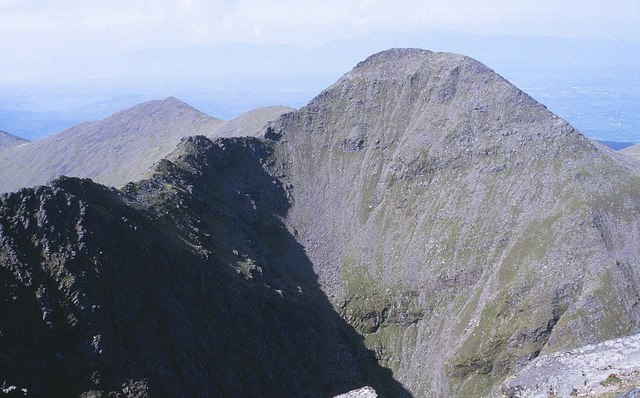
1. 2 Beenkeragh (1010 m)

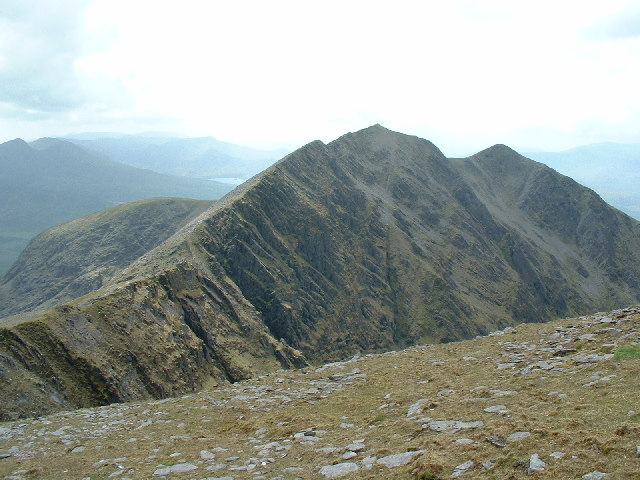
1. 3 Caher

Macgillycuddy's Reeks (irsky Sléibhte Chill Mhantáin, česky doslova Černé hory) je nejvyšší pohoří Irska, nacházející se v hrabství Kerry na jihovýchodě Irska.

## Název
Název pohoří pochází z 18. století a je odvozen od jména rodu Mac Giolla Mochuda (anglicky MacGillycuddy). Hlava rodu, McGillycuddy of the Reeks, vlastnil toto území až do konce 20. století.

## Nejvyšší vrcholy
V pohoří Macgillycuddy's Reeks se nacházejí všechny 3 irské tisícovky:
- Carrauntoohil (1041 m), nejvyšší hora Irska
- Beenkeragh (1010 m)
- Caher (1001 m)